# 鬼竜川光雄
鬼竜川 光雄（きりゅうがわ みつお、1923年12月2日 - 2003年10月22日）は、青森県三戸郡倉石村（※現役当時。現・同郡五戸町）出身で時津風部屋（入門時は粂川部屋）に所属した大相撲力士。本名は今川 光雄（いまがわ みつお）。得意手は右四つ、下手投げ。最高位は西前頭6枚目（1959年5月場所）。現役時代の体格は177cm、73kg。

## 来歴・人物
1938年暮れに上京し、同郷の8代粂川、大関・鏡岩が率いる粂川部屋へ入門（ちなみに、鬼竜山雷八（7代粂川）とは縁戚関係にあった）。1939年1月場所にて、15歳で初土俵を踏んだ。
序ノ口に付いた時より「鬼竜川」の四股名で相撲を取ったが、2場所だけ「川」を「山」に変えて、「鬼竜山」と名乗っていた事もある。
1942年、横綱・双葉山が「双葉山道場」を開いた事に伴い粂川部屋の全力士が同道場に移籍して、同部屋は閉鎖された。そのため、同年より所属も「双葉山道場」に変更となった（双葉山の引退、年寄・時津風襲名後は、「時津風部屋」へと所属が変わっている）。
体重80kgに満たない小兵であったが、美男力士として人気を博した。腕っ節が強く、それを生かした右四つからの下手投げを得意とした。相撲甚句の名手としても知られた。
序ノ口から約8年をかけて新入幕と順調に出世したが、幕内2場所目の1948年5月場所（当時の四股名は「鬼竜山」）で鼻骨骨折と内臓の病により休場を余儀なくされると、その後遺症からか一時幕下まで番付を落としてしまった。
しかしそれらの不運を跳ね除けて頑張り、1954年3月場所では19場所かけて6年ぶりの入幕を果たしている。
1958年からは幕内に定着し、1959年3月場所と翌5月場所では、前頭1桁台で相撲を取るまでに出世を遂げた。この時既に35歳となっており、その後も1960年9月場所まで関取の地位を保つなど、永く活躍した。
現役晩年には流石に体力・気力も衰え、幕下25枚目まで陥落して初日から休場した1961年1月場所を以って、37歳で引退した。序ノ口に付いてから約21年、現役力士として務めた場所数は、計72場所であった。
引退後は年寄・勝ノ浦を襲名し、時津風部屋付きの親方として後輩達を指導。1988年12月に停年を迎えるまで、日本相撲協会に在籍した。
2003年10月22日、大腸癌のため東京都墨田区内の病院で逝去。享年79。

## 主な戦績
- 通算成績：437勝434敗28休 勝率.502
- 幕内成績：121勝145敗11休 勝率.455
- 現役在位：72場所
- 幕内在位：19場所
- 各段優勝
  - 十両優勝：1回（1954年1月場所）

## 場所別成績
| | 一月場所 初場所（東京） | 三月場所 春場所（大阪） | 五月場所 夏場所（東京） | 七月場所 名古屋場所（愛知） | 九月場所 秋場所（東京） | 十一月場所 九州場所（福岡） |
| --- | ----------------------- | ----------------------- | ----------------------- | --------------------------- | ----------------------- | --------------------------- |
| 1939年 （昭和14年） | （前相撲）              | x                       | （前相撲）              | x                           | x                       | x                           |
| 1940年 （昭和15年） | 西序ノ口21枚目 5–3      | x                       | 東序二段47枚目 5–3      | x                           | x                       | x                           |
| 1941年 （昭和16年） | 東序二段12枚目 7–1      | x                       | 東三段目20枚目 5–3      | x                           | x                       | x                           |
| 1942年 （昭和17年） | 東幕下50枚目 6–2        | x                       | 西幕下12枚目 4–4        | x                           | x                       | x                           |
| 1943年 （昭和18年） | 西幕下8枚目 5–3         | x                       | 西幕下2枚目 4–4         | x                           | x                       | x                           |
| 1944年 （昭和19年） | 西幕下2枚目 6–2         | x                       | 東十両7枚目 3–4–3       | x                           | x                       | 西十両10枚目 –              |
| 1945年 （昭和20年） | x                       | x                       | 西十両 0–1              | x                           | x                       | 東十両 5–5                  |
| 1946年 （昭和21年） | x                       | x                       | x                       | x                           | x                       | 西十両9枚目 8–5             |
| 1947年 （昭和22年） | x                       | x                       | 西十両筆頭 6–4          | x                           | x                       | 東前頭16枚目 5–6            |
| 1948年 （昭和23年） | x                       | x                       | 西前頭18枚目 0–0–11     | x                           | 西十両7枚目 0–0–11      | x                           |
| 1949年 （昭和24年） | 西幕下3枚目 6–6–1       | x                       | 西十両16枚目 9–6        | x                           | 西十両9枚目 5–10        | x                           |
| 1950年 （昭和25年） | 西十両15枚目 8–7        | x                       | 東十両8枚目 9–6         | x                           | 西十両5枚目 8–7         | x                           |
| 1951年 （昭和26年） | 東十両4枚目 1–14        | x                       | 東十両16枚目 6–9        | x                           | 西幕下筆頭 6–9          | x                           |
| 1952年 （昭和27年） | 東幕下5枚目 10–5        | x                       | 西十両16枚目 8–7        | x                           | 西十両13枚目 11–4       | x                           |
| 1953年 （昭和28年） | 西張出十両5枚目 10–5    | 西十両2枚目 8–7         | 東十両筆頭 5–10         | x                           | 東十両6枚目 8–7         | x                           |
| 1954年 （昭和29年） | 東十両5枚目 優勝 13–2   | 西前頭17枚目 6–9        | 西前頭19枚目 7–8        | x                           | 東前頭20枚目 6–9        | x                           |
| 1955年 （昭和30年） | 西十両2枚目 7–8         | 西十両3枚目 7–8         | 東十両4枚目 8–7         | x                           | 東十両3枚目 6–9         | x                           |
| 1956年 （昭和31年） | 西十両6枚目 6–9         | 東十両11枚目 10–5       | 西十両6枚目 7–8         | x                           | 西十両8枚目 7–8         | x                           |
| 1957年 （昭和32年） | 西十両9枚目 8–7         | 西十両8枚目 11–4        | 西十両2枚目 9–6         | x                           | 東前頭21枚目 5–10       | 西十両筆頭 9–6              |
| 1958年 （昭和33年） | 西前頭18枚目 7–8        | 西前頭19枚目 7–8        | 東前頭20枚目 11–4       | 西前頭12枚目 6–9            | 東前頭15枚目 9–6        | 西前頭12枚目 8–7            |
| 1959年 （昭和34年） | 西前頭11枚目 9–6        | 東前頭7枚目 8–7         | 西前頭6枚目 3–12        | 西前頭13枚目 6–9            | 東前頭15枚目 6–9        | 西前頭16枚目 7–8            |
| 1960年 （昭和35年） | 西前頭16枚目 5–10       | 東十両4枚目 7–8         | 東十両5枚目 5–10        | 西十両11枚目 5–10           | 西十両14枚目 4–11       | 西幕下3枚目 休場 0–0–8      |
| 1961年 （昭和36年） | 西幕下25枚目 引退 0–0–8 | x                       | x                       | x                           | x                       | x                           |
| 各欄の数字は、「勝ち-負け-休場」を示す。 優勝 引退 休場 十両 幕下 三賞：敢=敢闘賞、殊=殊勲賞、技=技能賞 その他：★=金星 番付階級：幕内 - 十両 - 幕下 - 三段目 - 序二段 - 序ノ口 幕内序列：横綱 - 大関 - 関脇 - 小結 - 前頭（「#数字」は各位内の序列） |                         |                         |                         |                             |                         |                             |

### 幕内対戦成績
| 力士名 | 勝数 | 負数 | 力士名     | 勝数 | 負数 | 力士名         | 勝数 | 負数 | 力士名         | 勝数 | 負数 |
| ------ | ---- | ---- | ---------- | ---- | ---- | -------------- | ---- | ---- | -------------- | ---- | ---- |
| 明瀬川 | 0    | 1    | 朝汐(米川) | 0    | 1    | 東海           | 1    | 0    | 愛宕山         | 1    | 4    |
| 天津灘 | 1    | 1    | 岩風       | 5    | 3    | 因州山         | 1    | 0    | 宇田川         | 0    | 1    |
| 及川   | 5    | 5    | 大瀬川     | 2    | 6    | 大起           | 3    | 1    | 大田山         | 0    | 1    |
| 大晃   | 0    | 7    | 小城ノ花   | 1    | 5    | 小野錦         | 3    | 0    | 海山           | 3    | 6    |
| 柏戸   | 3    | 1    | 金ノ花     | 4    | 4    | 神錦           | 2    | 2    | 清ノ森         | 1    | 0    |
| 九ヶ錦 | 0    | 1    | 国登       | 4    | 5    | 鯉の勢         | 2    | 2    | 相模川         | 0    | 1    |
| 信夫山 | 0    | 3    | 嶋錦       | 3    | 2    | 清水川         | 1    | 1    | 高錦           | 2    | 2    |
| 楯甲   | 1    | 0    | 玉乃海     | 0    | 1    | 玉響           | 1    | 1    | 常錦           | 3    | 0    |
| 常ノ山 | 1    | 2    | 輝昇       | 1    | 0    | 出羽錦         | 0    | 2    | 出羽ノ花       | 1    | 1    |
| 出羽湊 | 2    | 3    | 栃錦       | 0    | 1    | 栃光           | 0    | 1    | 鳴門海         | 4    | 4    |
| 成山   | 1    | 4    | 白龍山     | 1    | 1    | 羽嶋山         | 1    | 3    | 羽子錦         | 3    | 2    |
| 緋縅   | 0    | 1    | 備州山     | 3    | 0    | 広瀬川         | 2    | 1    | 福田山         | 3    | 0    |
| 福ノ海 | 2    | 0    | 福乃里     | 2    | 2    | 房錦           | 1    | 3    | 藤田山         | 0    | 1    |
| 冨士錦 | 2    | 2    | 二瀬山     | 1    | 0    | 前ノ山(醍醐山) | 0    | 1    | 前ノ山(佐田岬) | 2    | 2    |
| 増巳山 | 1    | 0    | 松登       | 1    | 3    | 三根山         | 1    | 2    | 宮錦           | 4    | 5    |
| 明歩谷 | 1    | 2    | 八染       | 2    | 3    | 吉井山         | 0    | 3    | 芳野嶺         | 3    | 2    |
| 若瀬川 | 2    | 1    | 若秩父     | 0    | 2    | 若ノ海         | 3    | 3    | 若乃國         | 1    | 0    |
| 若前田 | 2    | 3    | 若三杉     | 1    | 2    |                |      |      |                |      |      |

## 改名歴
- 鬼竜川 光雄（きりゅうがわ みつお、1940年1月場所-1947年11月場所）
- 鬼竜山 光雄（きりゅうやま -、1948年5月場所-同年10月場所）
- 鬼竜川 光雄（きりゅうがわ -、1949年1月場所-1961年1月場所）

## 年寄変遷
- 勝ノ浦 光雄（かつのうら みつお、1961年1月-1988年12月）